# Borstigt slunggryn
Borstigt slunggryn (Trichobolus zukalii) är en svampart som först beskrevs av Heimerl, och fick sitt nu gällande namn av Kimbr. 1967. Enligt Catalogue of Life ingår Borstigt slunggryn i släktet Trichobolus, ordningen skålsvampar, klassen Pezizomycetes, divisionen sporsäcksvampar och riket svampar, men enligt Dyntaxa är tillhörigheten istället släktet Trichobolus, familjen Thelebolaceae, ordningen Thelebolales, klassen Leotiomycetes, divisionen sporsäcksvampar och riket svampar. Arten är reproducerande i Sverige. Inga underarter finns listade i Catalogue of Life.